# 어린이대공원 (부산)
부산 어린이대공원은 대한민국 부산광역시 부산진구 성지곡로 3에 소재한 공원으로 1971년 5월 성지곡 유원지로 개장하였다.

## 역사
1909년 성지곡수원지가 준공되고 1971년 5월 10일 백양산에 위치한 성지곡수원지 일대를 하나로 묶어 성지곡 유원지로 개장하였다. 1975년 6월 12일부터 12세 이상에게 입장료를 징수하기 시작하였다. 1978년 어린이날에 오늘날의 어린이대공원으로 이름을 바꾸었고, 1978년 9월 28일 정식으로 공원결정(건설부 제279호)이 내려졌다.
2005년 1월 1일부터 입장료가 무료화되었다. 2014년 4월 25일, 2004년 11월에 착수하였다가 2011년 9월에 일시 중단된 뒤 2012년 9월 삼정기업이 참여하여 공사가 재개된 동물원 리모델링 사업이 완료되어, 동물원이 삼정 더파크라는 이름으로 재개장하였다. 동물원의 입장료는 유료이다. 부산 어린이대공원은 자연의 조화와 더불어 부산시민들의 안식처가 되었다.

## 시설
공원 입장료는 무료이며, 동물원 등 일부 유료 시설이 있다. 일부 시설을 제외한 공원 내부 모든 공간은 언제나 입장 가능하다.

### 주요 시설
부산학생교육문화회관바로가기 보관됨 2021-05-08 - 웨이백 머신
- 공연장
- 다목적홀
- 대강당
- 수영장

동물원바로가기 보관됨 2015-02-01 - 웨이백 머신
1982년 71종, 321마리로 개장한 동물원이다. 2014년 4월 25일 국내 최초의 도보형 사파리인 더파크로 새롭게 개장하였다. 조류, 파충류, 포유류등 총 108종, 656마리.
놀이동산바로가기 보관됨 2008-09-19 - 웨이백 머신
유료 시설로 3,000원의 이용 요금이 있으며(자유이용권은 19000원) 88열차외 15개의 시설이 설치되어 있다. 주변에 스낵코너도 있었으나 현재 폐지되었다. 원래 동마놀이동산에서 운영하고 있었으나 88열차의 선로가 녹슨 관계로 2011년 2월 7일에 폐업하였다.
성지곡수원지
한국에서 두 번째로 설치된 수원시설이다. 등록문화재로 지정되어 있다.
운동시설
- 테니스장
- 허리돌리기
- 역기

수변공원
어린이회관
1974년 개관하였고 어린이대공원의 상징이기도 하다.
자유 회관바로가기
1989년 4월 지하 1층, 지상 3층 규모의 반공전시관으로 개장하였다.

## 교통

### 도로
- 새싹로
- 성지로
- 월드컵대로

### 지하철
- 1호선, 2호선 서면역 11번, 13번 출구 (도보 약 45분 혹은 시내버스 54, 63, 81, 133번 이용)
- 3호선 종합운동장역 7번, 9번 출구 (도보 약 30분 혹은 54번 시내버스)

## 같이 보기
- 어린이회관 (서울)
- 서울대공원 (경기도 과천시)
- 서울랜드 (경기도 과천시)
- 롯데월드 (서울특별시 송파구)
- 에버랜드 (경기도 용인시)
- 미월드 (부산광역시 광안리)
- 통도환타지아 (경상남도 양산시 하북면)